# KV60
La tumba KV60 del Valle de los Reyes, en Egipto, es una de las que más dudas presenta de la necrópolis tebana, debido a la incertidumbre sobre la identidad de una momia femenina encontrada allí, la (KV60A), que algunos, como la egiptóloga estadounidense Elizabeth Thomas, han identificado con la reina faraón de la dinastía XVIII Hatshepsut. Esta identificación ha sido corroborada por el también egiptólogo Zahi Hawass.

## Descripción de la tumba

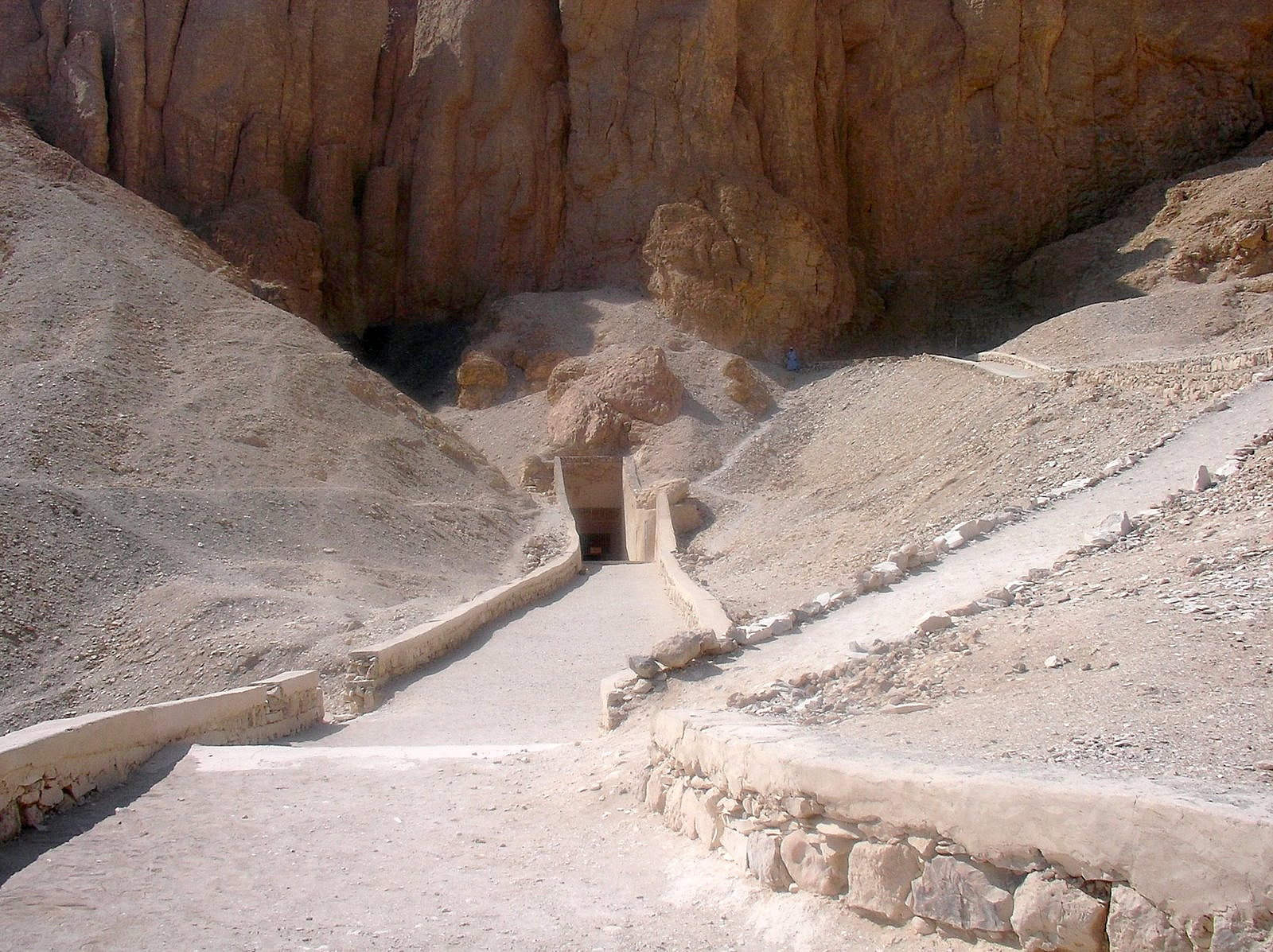
Vista de la tumba desde afuera.

La KV60 está situada frente a la KV20, la verdadera tumba de Hatshepsut, con la entrada justo delante de la KV19, la tumba del príncipe Mentuherkhepshef. Es pequeña y carente de decoración, parece más bien un escondrijo que una tumba. Por su estilo arquitectónico, Donald Ryan la dató en la época de la dinastía XX.
Es evidente su saqueo en la antigüedad, y sólo quedaban restos de su contenido original: la tapa de un ataúd de madera, herramientas, restos de cerámica, sellos y escarabeos. La única decoración existente la forman unos ojos de Horus "Udyat" a ambos lados de la entrada. 

## Excavación
Cuando la tumba fue descubierta por Howard Carter en 1903, encontró que había sido profanada y desvalijada, pero todavía se encontraban en su interior algunos objetos muy dañados y dos momias: una mujer menuda que descansaba en un ataúd con una inscripción de la decimoctava dinastía, y otra grande y obesa depositada en el suelo, fuera de su sarcófago, calva por delante y con una larga melena por detrás. Tiene el brazo izquierdo cruzado sobre el pecho con el puño apretado, lo que sugiere que es una momia real (aunque hay momias no-reales con la mano en esa posición). Carter trabajó poco en esta tumba.  

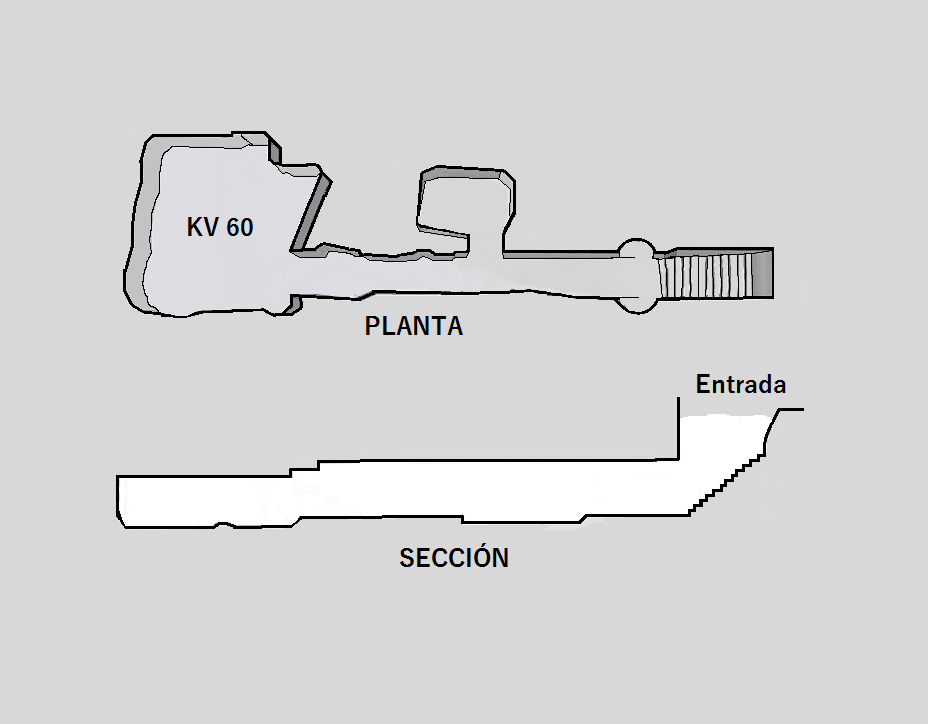
Plano de la tumba KV60

En 1906 Edward R. Ayrton la abrió de nuevo, y trasladó una momia, la KV60B, junto con su sarcófago al Museo Egipcio de El Cairo. El ataúd tiene la inscripción nodriza real, In. Este personaje ha sido identificado como Sitra, llamada In o Inet, la nodriza de Hatshepsut. Dado que ni Carter ni Ayrton levantaron planos, la localización de la tumba se perdió. 
Elizabeth Thomas especuló en 1966 que la segunda momia (no identificada) era la de Hatshepsut, a la que Tutmosis III habría trasladado a la tumba de la niñera como parte de su campaña para hacer olvidar su recuerdo.
En 1990 la tumba fue redescubierta y excavada correctamente por un equipo dirigido por Donald P. Ryan y Mark Papworth. Encontraron evidencias que apoyaban las teorías de Thomas y otras que la refutaban. Entre las que la corroboraban está el hecho de que la momia, muy bien conservada, es la de una dama anciana con el brazo izquierdo doblado como el de las momias reales. Por otra parte, ninguno de los fragmentos de cerámica recuperados durante la excavación se podían fechar en algún momento anterior a la vigésima dinastía. También se encontró una careta de madera perteneciente a un ataúd destinado para un varón (tenía el lugar para la barba postiza) pero la tumba sólo contuvo mujeres y se sabe que Hatshepsut utilizaba la barba falsa. Ryan colocó la momia en un ataúd de madera nuevo, y volvió a sellar la tumba.

## Estudios

Escaleras de acceso a la tumba KV60

A principios de 2007, la tumba fue abierta y la segunda momia, KV60A, se sacó para estudiarla. El 27 de junio del mismo año, el director del Consejo Supremo de Antigüedades egipcias, Zahi Hawass, ofreció lo que él consideraba ser la prueba definitiva de que este cuerpo corpulento, mayor, era realmente de Hatshepsut: a la momia KV60A le faltaba un diente, que se encontraba en uno de los vasos canopos encontrados en la DB320. También se ha comparado su ADN con el de la abuela de Hatshepsut, Ahmose-Nefertari, y los resultados arrojan similitudes.